# S007
S007（えすぜろぜろなな）は、ソニー・エリクソン・モバイルコミュニケーションズ（現：ソニーモバイルコミュニケーションズ）が日本国内向けに開発した、auブランドを展開するKDDIおよび沖縄セルラー電話のCDMA 1X WIN対応携帯電話である。製造型番はSO007（えすおー ぜろぜろなな）。

## 特徴
- 実質的にはBRAVIA Phone U1とS002の後継にあたる2軸折りたたみ式の機種で今回は高速データ通信が可能なWIN HIGH SPEED（CDMA2000 1x EV-DO MC-Rev.A）や無線LAN（Wi-Fi WIN）に対応しているほか、S006と同等の性能を持った1620万画素のカメラが搭載されている。
- 本機は31灯のイルミネーションが、キー操作時や発着信時などに鮮やかに点灯し、多彩な色とパターンを組み合わせた最大900種類のイルミネーション設定も可能であり初期状態では本体カラーに合わせたイルミネーションが設定されている。

colorはS004とS005が元である。

## 沿革
- 2011年（平成23年）5月17日 - KDDI、およびソニー・エリクソン・モバイルコミュニケーションズより公式発表。
- 2011年7月8日 - 北海道、東北、中部、北陸、中国、四国、沖縄地区にて先行発売。
- 2011年7月9日 - 上記以外の残りの地区にて発売。
- 2012年（平成24年）3月 - 販売終了。
- 2012年7月22日 - L800MHz（旧800MHz帯・CDMA Banclass 3）帯エリアによる音声・通信サービスの停波によりそれ以降はN800MHz（新800MHz帯・CDMA Bandclass 0 Subclass 2）帯エリアおよび2GHz（CDMA Bandclass 6）帯エリアの各音声・通信サービスで利用する事となる。
- 2014年（平成26年）6月30日 - Wi-Fi WINのサービス終了[1]。

## 主な機能・サービス
| 主な対応サービス                                                                        | 主な対応サービス                                                                 | 主な対応サービス            | 主な対応サービス                             |
| --------------------------------------------------------------------------------------- | -------------------------------------------------------------------------------- | --------------------------- | -------------------------------------------- |
| LISMO! (着うたフル) (着うたフルプラス) (LISMOビデオクリップ) (LISMO Video) (LISMO Book) | EZケータイアレンジ ティーンズモード                                              | バーコードリーダー&メーカー | PCサイトビューアー                           |
| Bluetooth ワイヤレスミュージック                                                        | au Smart Sports Run & Walk Karada Manager ゴルフ フイットネス カロリーカウンター | EZナビウォーク              | EZ助手席ナビ                                 |
| 安心ナビ                                                                                | 災害時ナビ                                                                       | ナカチェン                  | EZアプリ FullGame! Bluetooth対戦             |
| EZアプリ(B) EZアプリ(J)                                                                 | オープンアプリプレイヤー                                                         | PCドキュメントビューアー    | アレンジメニュー                             |
| au oneガジェット マルチプレイウィンドウ クイックアクセスメニュー                        | じぶん銀行アプリ                                                                 | EZ FM                       | EZチャンネル EZチャンネルプラス EZニュースEX |
| Touch Message                                                                           | EZFeliCa                                                                         | ケータイ de PCメール        | デコレーションメール                         |
| デコレーションアニメ                                                                    | au one メール                                                                    | 緊急通報位置通知            | ワンセグ                                     |
| BDレコーダーワンセグ転送 （シャープ製・ソニー製対応）                                   | グローバルパスポート (CDMA・GSM)                                                 | 赤外線通信 (IrDA)           | WIN HIGH SPEED 無線LAN auフェムトセル        |

## 注
1. ↑  〈お知らせ〉 「Wi-Fi WIN」のサービス終了について - KDDI 2013年10月18日